# Формигейру (Риу-Гранди-ду-Сул)
Формигейру (порт. Formigueiro) — муниципалитет в Бразилии. входит в штат Риу-Гранди-ду-Сул. Составная часть мезорегиона Западно-центральная часть штата Риу-Гранди-ду-Сул. Входит в экономико-статистический микрорегион Рестинга-Сека, который входит в Западно-центральная часть штата Риу-Гранди-ду-Сул. Население составляет 7526 человек на 2006 год. Занимает площадь 581,989 км². Плотность населения — 12,9 чел./км².

## История
Город основан 10 сентября 1963 года.

## Статистика
- Валовой внутренний продукт на 2003 составляет 72.088.030,00 реалов (данные: Бразильский Институт Географии и Статистики).
- Валовой внутренний продукт на душу населения на 2003 составляет 9.536,72 реалов (данные: Бразильский Институт Географии и Статистики).
- Индекс развития человеческого потенциала на 2000 составляет 0,741 (данные: Программа развития ООН).

## Галерея

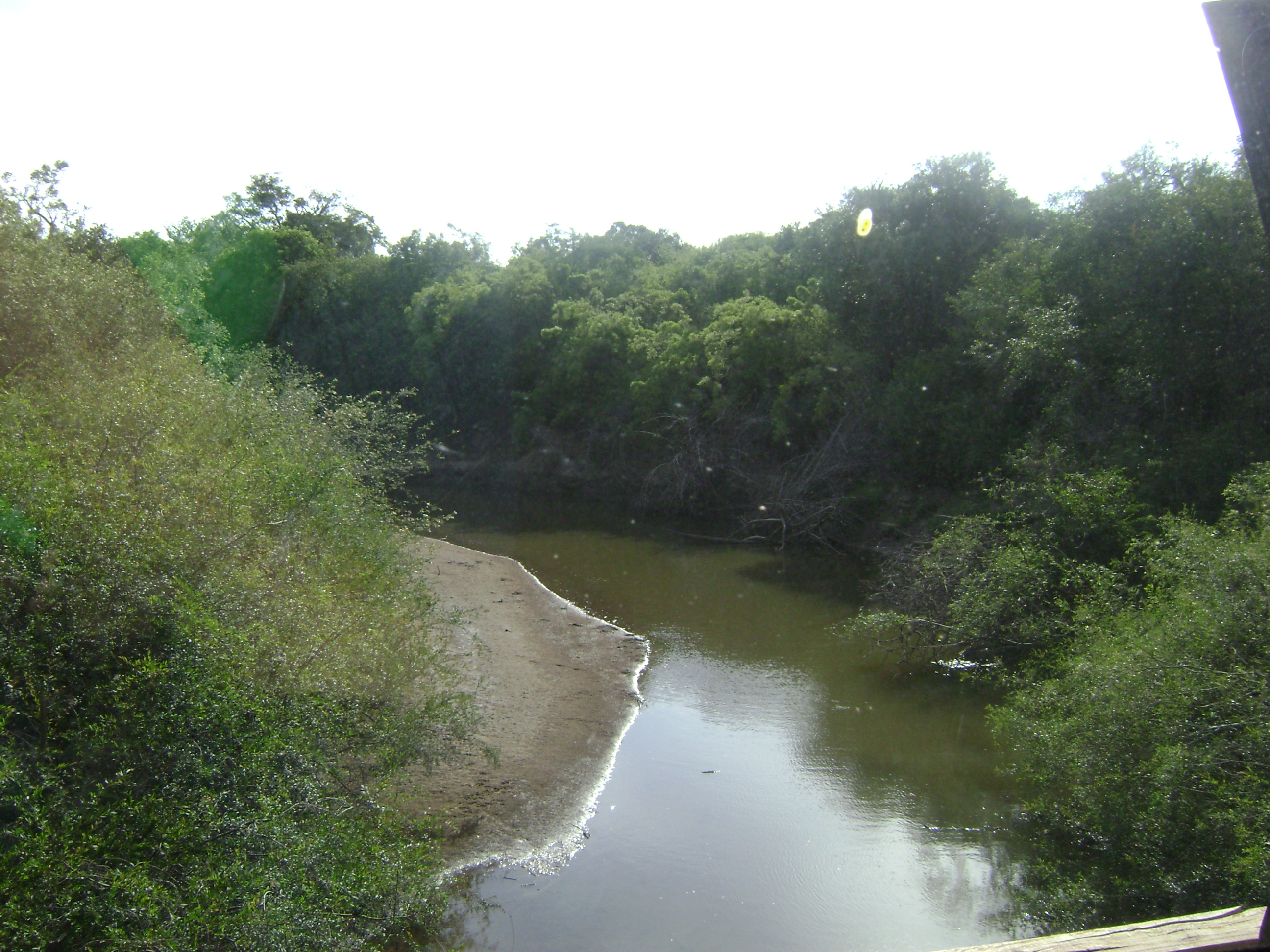
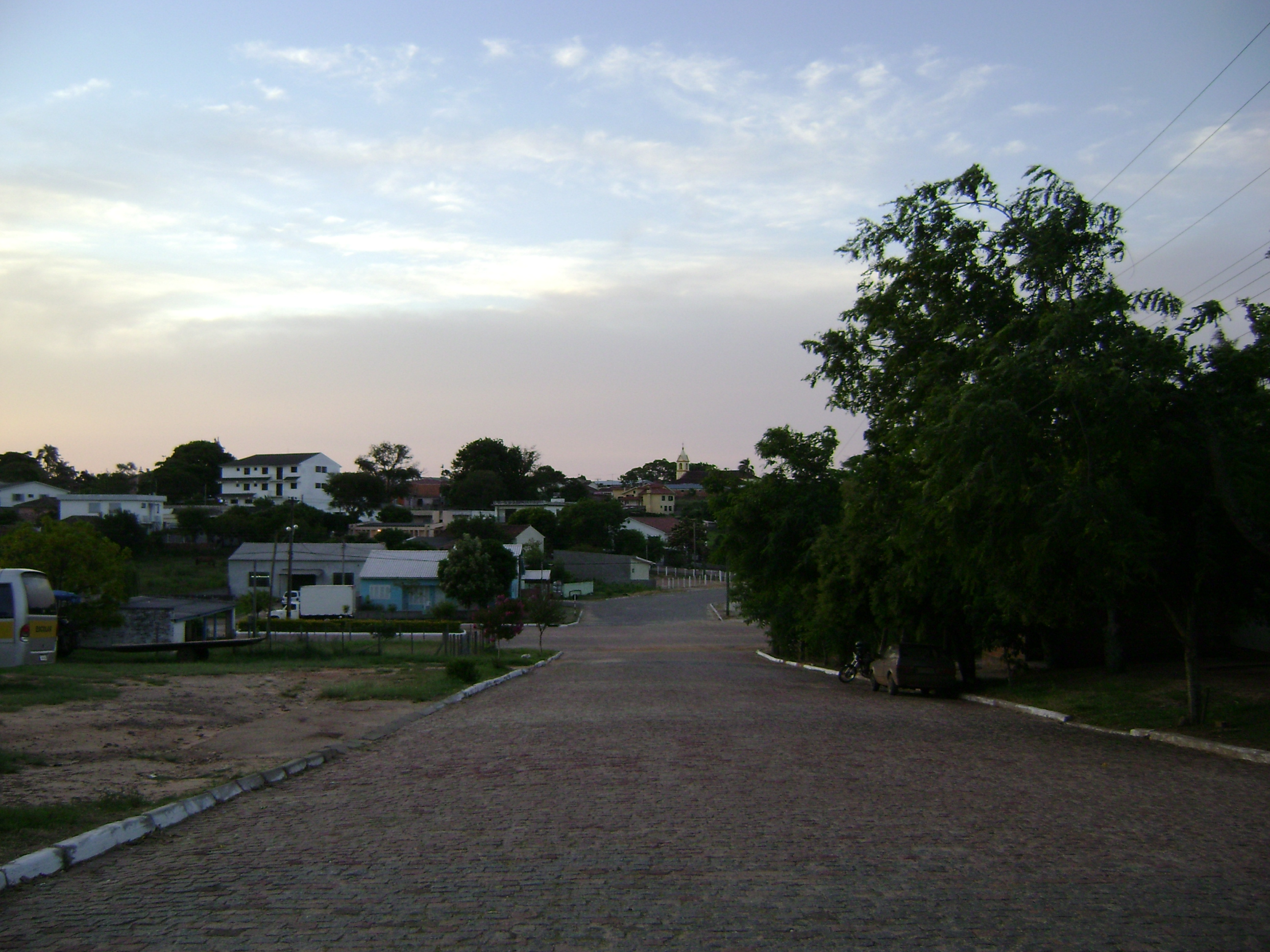
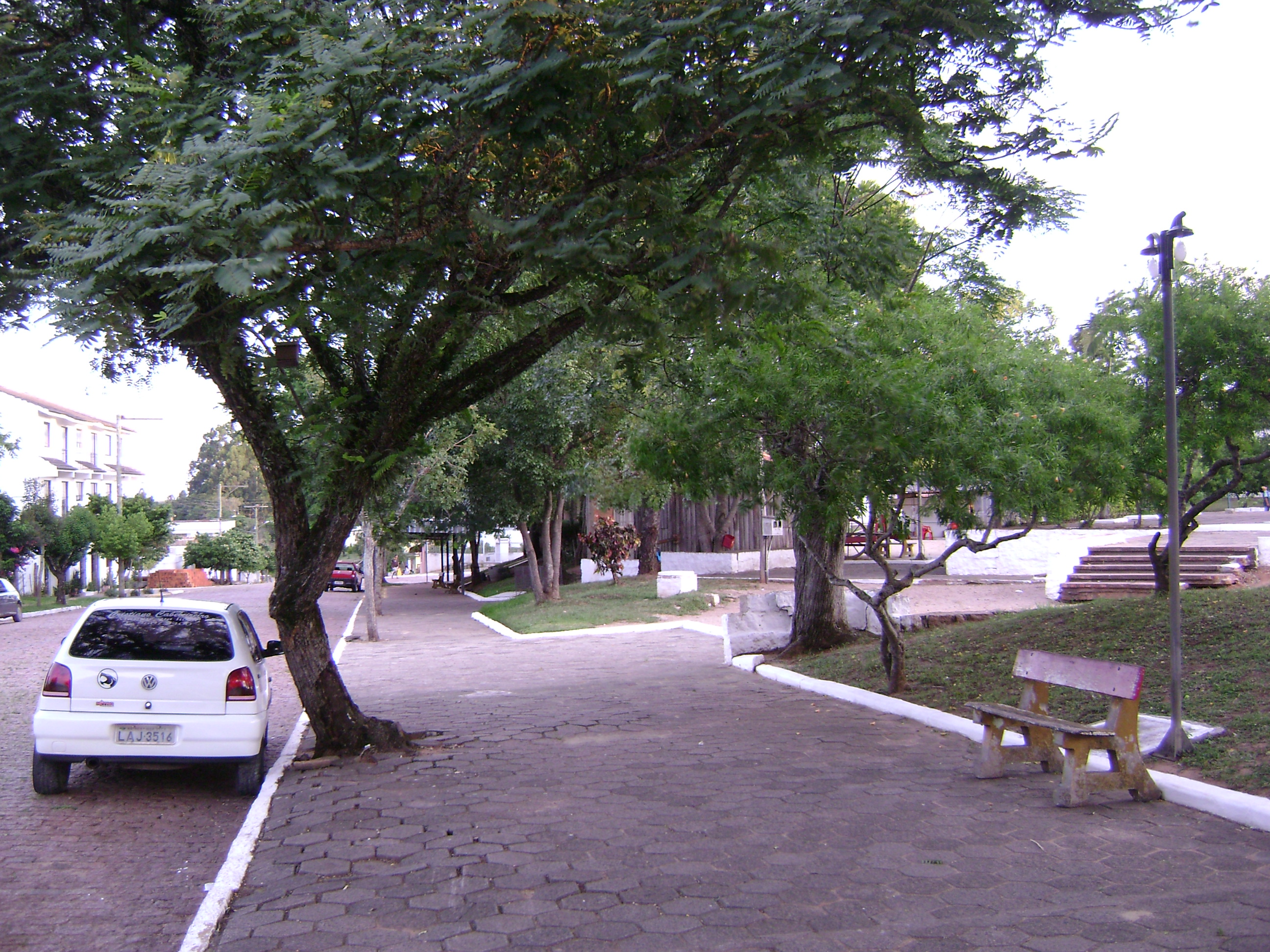

## География
Климат местности: субтропический.